# Thierry Courtin
Pour les personnes ayant le même patronyme, voir Courtin.
Thierry Courtin, né le 30 mars 1954 à Paris et mort le 16 avril 2023 à La Rochelle, est un illustrateur français. Il est le créateur du personnage du manchot anthropomorphe T'choupi, apparu dans de nombreux ouvrages destinés aux enfants.

## Biographie
Illustrateur vivant à Paris, Thierry Courtin travaille comme concepteur visuel à Bayard Presse (Youpi...) à partir de 1981. Il illustre souvent des albums chez Hachette, Hatier et Bordas. Il décore aussi des jouets et dessine des motifs de vêtements pour les jeunes.
En 1992, il a créé pour les tout-petits T'choupi, un personnage aux allures de manchot, toujours accompagné de son doudou. Le personnage est d'abord créé pour trois jeux édités par Nathan. Il faut attendre 1997 pour que des livres apparaissent chez Nathan. Ce sont des histoires de la vie quotidienne. En 2005, la série totalise 89 titres. Elle donne également lieu à la série d'animation T'choupi et Doudou à partir de 1999 et au film d'animation T'choupi en 2004.
Il meurt à l'âge de 69 ans le 16 avril 2023 à La Rochelle (Charente-Maritime). Sa mort n'est annoncée que le 11 mai par son éditeur Nathan. Il est inhumé au cimetière du Père-Lachaise (division no 53), à Paris.